# 低タンパク血症
低タンパク血症（英:Hypoproteinemia）とは、血中タンパク質が異常に低い状態のことを言う。蛋白の原料の不足、蛋白合成障害、蛋白の喪失などに分類される。

蛋白合成障害には肝硬変などが代表的である。
蛋白喪失の原因の一つとして、ネフローゼ症候群の医学的特徴である尿へのタンパク質の過剰な排出（タンパク尿）があげられる。
低アルブミン血症が、代表的な低タンパク血症である。
膠質浸透圧の低下を来すため、循環血漿量が維持できずに水分が間質に流出してしまい、組織に水腫、浮腫が現れる。

## 関連事項
- 血液検査の参考基準値#肝機能

## 参考
- CRISP Thesaurus 00004039